# ميخائيل ولترز
ميخائيل ولترز (بالإنجليزية: Michael Wolters)‏ هو ملحن بريطاني، ولد في 1971.

## روابط خارجية
- ميخائيل ولترز على موقع IMDb (الإنجليزية)
- ميخائيل ولترز على موقع ديسكوغز (الإنجليزية)